# Potrč
Potrč je priimek več znanih Slovencev:
- Ivan Potrč (1913—1993), pisatelj, dramatik, urednik, akademik
- Ivan - Vanč Potrč (1937—2012), alpinist, planinski delavec
- Iztok Potrč (*1952), strojnik, univ. profesor
- Jože Potrč (1903—1963), zdravnik, publicist in politik
- Julija Potrč Šavli (*1979), prevajalka
- Lidija Potrč - Dunja (1922—?), novinarka, urednica
- Marjetica Potrč (*1953), slovensko-ameriška arhitektka in kiparka
- Marko Potrč (*1980), novinar, TV-voditelj
- Matjaž Potrč (*1948), analitični filozof, univ. profesor
- Miran Potrč (1938—2023), pravnik in politik
- Moni Potrč, teniška igralka
- Stane Potrč (1915—1989), fotograf
- Stojan Potrč, zdravnik abdominalni kirurg, prof. MF UM